# Muž sedmi sester

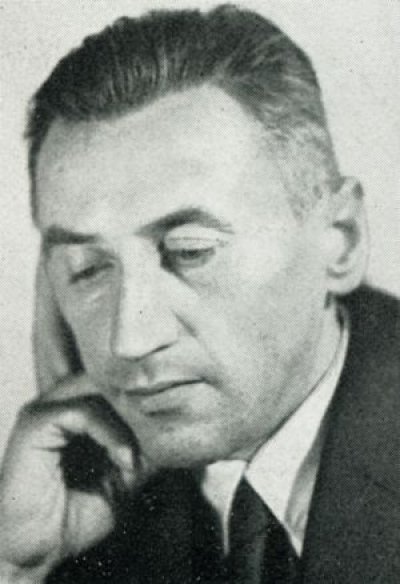
Jaroslav Havlíček, autor knihy

Muž sedmi sester je román Jaroslava Havlíčka, autorova v pořadí třetí větší práce. S psaním začal Havlíček v listopadu roku 1927 a v únoru následujícího roku bylo již dílo dokončeno. Vydání se však dočkalo až posmrtně v roce 1998. V textu laděném až expresionisticky je na pozadí světové války líčen život hlavního hrdiny Emila s jeho cestou k „největšímu, nejslavnějšímu vtipu“. Zachycením životního příběhu, během kterého se mění osobnost protagonistů, se Havlíček zabýval i v jiných prózách, jako např. v Petrolejových lampách nebo Synáčkovi.

## Okolnosti vydání
Dílo zakončuje nejranější fázi autorovy tvorby, v níž psal především básnické texty (první vydal v roce 1924) a osměloval se také v oblasti prózy. V roce 1927, předtím, než se pustil do Muže sedmi sester, dokončil Havlíček množství drobnějších povídek a také román Jaro v domě, později přepracovaný. Práce na Muži sedmi sester trvaly od 24. listopadu 1927 do 16. února 1928. Autor román výjimečně podepsal pseudonymem („Pavel Juha“) a zaslal do nakladatelství Družstevní práce. Vzhledem k tomu, že román narušoval dobové umělecké konvence, mu byl redaktorem vrácen, stejně dopadly i pokusy text uplatnit u jiných nakladatelů. Na konci 60. let, dlouho po Havlíčkově smrti, se objevily v nakladatelství Kruh snahy román konečně vydat, pod vlivem Havlíčkovy vdovy Marie, podle jejíhož názoru bylo dílo v rozporu s uměleckou osobností autora, se však vydání opět nadlouho pozdrželo. Když byl text konečně připraven k vydání v roce 1992, nakladatelství Kruh zaniklo a práva byla postoupena nakladatelství Ivo Železný.

## Děj
Příběh se odehrává na maloměstě a začíná už při zplození hlavního hrdiny, Emila Škvora. Po svém otci zdědil lásku ke smíchu a touhu vytvářet neustále nové, lepší vtipy. Za cíl mu padne rodina matematického profesora Kostky, který se pyšní tím, že dokázal svých sedm dcer přivést na svět s takovým věkovým rozdílem, který respektuje aritmetickou řadu. Nejprve se narodila Terezka, která je starší než Božena o šest let. Po Boženě přišla o pět let později Lidka, dále (za čtyři roky) Cecílie, za další tři roky Zdenka, poté po dvou letech Milena a o rok později konečně Sláva, poslední dcera z živé matematické věty.
Emil se ožení s Cecílií, tedy prostřední dcerou, a řadu tak naruší – to však není jeho cílem, naopak ji chce ještě umocnit. Rozhodne se oplodnit všech sedm dcer tak, aby se každý den v týdnu narodilo jedno dítě, dcera. Utvoří si proto složitou strategii, jak dobýt každou ze sester tak, aby neprozradily nic zbývajícím členům rodiny. Jejich rozdílné povahy se snaží oklamat nejrůznějšími způsoby, nakonec mu ale vše vyjde a v tichosti pozoruje, jak se těhotenství pomalu podepisuje na každé z nich. Stává se však jakýmsi loutkařem, který směřuje své loutky přesně tak, aby neuvedly na pravou míru otcovství svých dětí.
První dítě se narodí 1. dubna, následující dny přichází na svět všechny ostatní, přesně podle Emilova plánu. Krátce na to sám otec oznámí jak rodině, tak celému městečku, že právě on má na svědomí všech sedm novorozeňat. Jeho další dny jsou ve znamení smíchu, slávy, chvály, ale také nenávisti všech členů jeho nové rodiny. Profesor Kostka však vymyslí, jak Emilův vtip dokončit. Všech sedm dcer i s jejich dětmi nastěhuje do Škvorova domu. Tentokrát přichází dny plné výsměchu na Emilův účet. Rozhodne se tedy dohrát tuto hru se vším všudy.
Jednoho dne se nevrátí domů, všech sedm žen se ho tedy vydá hledat. Najdou pouze vzkaz, který je vybízí, aby odpoledne všechny dorazily do lesa, protože pro ně má připravené překvapení. Když přišly, našly pouze další vzkazy. Ty obsahovaly vždy nějaké přísloví, které charakterizovalo každou ze sester a číslo od jedné do sedmi. Následně uviděly, že kousek od nich je ještě jeden list. Ten se nacházel zabodnutý na klacíku v lidském trusu a nesl nápis: „TADY JE HOVNO. JÁ JSEM NAHOŘE!“. Nad nimi se houpal Emil Škvor, oběšený na sedmi párech punčoch. Kolem prsou měl zavěšenou ceduli, na které stálo: „Můj poslední vtip.“.

## Postavy
- Emil Škvor je mladý muž celkem nevzhledného zjevu, který už jako chlapec byl známý svými nechutnými šprýmy (tuto vlastnost zdědil po otci). Rozhodne se omráčit přátele a městečko a uskutečnit největší vtip svého života.[2]
- Profesor Kostka je uznávaný matematik, který svému milovanému předmětu zasvětil celý život. Miluje pravidelnost, nenávidí překvapení a téměř vše, co ho potká, je založeno na výpočtech.
- Paní Kostková, matka všech sedmi dcer a profesorova manželka. Prožila v životě několik období, v nichž byla postupně štíhlá, krásná, hezká, plná, tlustá, břichatá a ošklivá. Nakonec byla již jen stará. Všechna její období se zrcadlila v jejích dcerách.[3] Z celého srdce nenávidí matematiku a jejím hlavním cílem je provdat dcery.

- Terezka je nejstarší z dcer manželů Kostkových. Má štíhlou postavu, kterou obléká do dlouhých sukní, v pase obepnutými růžencem. Svou oddanost bohu dokazuje neustálým přeříkáváním modliteb a naprostou cudností.
- Božena je další dcera, narozená šest let po Terezce. Jejíž vzhled je poměrně nijaký, proto ho doplňuje nejrůznějšími falešnostmi. Její zuby jsou pak příliš bílé, účes podivný a poprsí nesouměrné. Nikdy se nesměje. V celé domácnosti obstarává úklid.
- Lidka je třetí ze sester. Kvůli své tlusté, rozteklé postavě se neustále potí, má však laskavý úsměv. Kuchařské umění, které výborně ovládá, ráda předvádí své rodině a známým, téměř se tak nehne od plotny.
- Cecílie je čtvrtou dcerou a zároveň Škvorovou manželkou. Právě ona je pravděpodobně nejodpudivější ze všech sedmi sester. Má řídké vlasy, zkažené zuby, kulhá a našli bychom daleko více nevábných prvků. Často bývá vzteklá a zlá.
- Zdenka je naprostý opak Cecílie. Krásná, snědá pátá dcera s nádhernou postavou je ve skrytu velice vášnivou a chtivou ženou. Miluje hru na klavír.
- Milena, druhá nejmladší ze sester je pihovatá žena se zlatými vlasy. Ačkoliv není příliš hezká, pyšní se svým poprsím. Neustále chce být před svými sestrami, je velice ctižádostivá. V knize často usedá k šití.
- Slávka, nejmladší dcera Kostkových. Je to světlovlasá, drobná a důvěřivá žena se zálibou v knihách.

## Přijetí díla
Oficiálního vydání se kniha dočkala až o více než 70 let později od jejího napsání, tedy v roce 1998 v nakladatelství Iva Železného. Daniela Macháčková zhodnotila vydání knihy jako jeden z nejvýznamnějších vydavatelských počinů 90. let, a to zejména proto, že přivodilo přehodnocení některých představ o vývoji české literatury. Ukázalo se například, že Kunderův román Žert není zcela objevitelský a má v Havlíčkově „posledním žertu“ přímého předchůdce.
Na základě knihy byla připravena i divadelní hra s premiérou v Jihočeském divadle v roce 2005.